# Омаров, Исмаил Аббас оглы
Исмаил Аббас оглы Омаров (азерб. Ömərov İsmayıl Abbas oğlu; род. 20 февраля 1954 году, Кяпанакчи, Грузинская ССР) — государственный и политический деятель. Депутат Милли меджлиса Азербайджанской Республики II созыва. Руководитель Общественного телевидения Азербайджана (2005—2013). Заслуженный деятель искусств Азербайджана (1998).

## Биография
Родился Исмаил Омаров 20 февраля 1954 году в селе Кяпанакчи, Республики Грузия. В 1971 году завершил обучение в сельской средней школе села Кяпанакчи. В том же году поступил на факультет журналистики Азербайджанского государственного университета. В 1976 году, окончив высшее образование, начал трудовую деятельность в Азербайджанской государственной телевизионной и радиовещательной компании. Прошел успешный творческий путь от младшего редактора до главного редактора в редакции общественно-политических программ телевидения. Автор многих телевизионных проектов и сериалов, таких как «Блокада», «Трагедия века», «Кровавый январь», «Карабахский узел» и другие. Является журналистом-исследователем многочисленных трагедий, с которыми столкнулосб население Азербайджана в 1990-е годы.
Прошёл обучение в Бакинском Институте социального управления и политологии, получив второе высшее образование по специальности политология.
В 2000 году был избран депутатом Милли Меджлиса Азербайджанской Республики второго созыва. Полномочия завершены в 2005 году.
16 апреля 2005 года большинством голосов из 22 кандидатов был избран генеральным директором общественной телерадиовещательной компании. За короткий срок создал Общественное телерадиовещание — один из популярных институтов в медиа сфере Азербайджана. В 2013 году покинул пост генерального директора.
Являлся членом Государственной комиссии Азербайджанской Республики по делам граждан, попавших в плен и пропавших без вести, взятых в заложники.

## Награды
- Орден «За службу Отечеству» III степени (10 ноября 2011 года) — за заслуги в развитии Азербайджанского телевидения и радио[5].
- Заслуженный деятель искусств Азербайджана (4 ноября 1998 года) — за заслуги в развитии азербайджанской культуры и искусства[6].
- Лауреат премий «Золотой карандаш», «Араз», национальной премии «Деде Горгуд» (2011)[7].